# 안드라시 슈포라르
안드라시 슈포라르(슬로베니아어: Andraž Šporar, 1994년 2월 27일 ~ )는 슬로베니아의 축구 선수로, 수페르리가 엘라다 클럽 파나티나이코스와 슬로베니아 국가대표팀에서 공격수로 활약하고 있다.

## 구단 경력

### 올림피야 류블랴나
2012년 6월, 슈포라르는 인터블록에서 올림피야 류블랴나로 이적했다. 2015-16년 시즌 슬로베니아 프르바리가, 슈포라르는 팀 주장으로 임명되었다. 클럽 시즌 전반기 동안, 그는 18번의 프르바리가 경기에 출전하여 17골을 넣었다.

### 바젤
2015년 12월 8일, 바젤은 슈포라르가 2020년 6월 말까지 4년 6개월 계약을 맺었다고 발표했다. 그는 2015-16년 시즌에 우르스 피셔 감독 아래 바젤 1군에 합류했다. 4번의 친선 경기에 출전한 후, 그는 2016년 2월 14일, 그라스호퍼 클럽과의 원정 경기에서 스위스 슈퍼리그 데뷔 전을 치렀다. 며칠 후, 2월 18일, 슈포라르는 생테티엔과의 원정 경기 전에 평가전 도중 부상을 당했다. 찢어진 힘줄은 수술이 필요했고, 이로 인해 슈포라르는 남은 시즌 동안 결장했다. 시즌이 끝난 후, 그의 팀은 2015-16년 시즌 스위스 슈퍼리그 우승을 차지했다.
2017년 4월 15일, 4-0으로 이긴 로잔 스포르와의 원정 경기에서 슈포라르는 바젤에서의 첫 골을 기록했다. 2016-17년 슈퍼리그 시즌이 끝날 무렵, 슈포라르는 두 번째로 우승을 차지했다. 이는 클럽의 8번째 연속 우승이자 통산 20번째 우승이었다. 그들은 또한 2016-17년 스위스컵에서 시옹을 결승전에서 3-0으로 물리치고 우승을 차지했다.
이 성공에도 불구하고, 슈포라르는 클럽을 떠나기로 결정했다. 그는 바젤에서 총 26번의 경기에 출전했고, 한 골을 넣었다.

#### 아르미니아 빌레펠트로의 임대
2017년 6월 25일, 슈포라르는 2017-18년 시즌에 2. 분데스리가의 아르미니아 빌레펠트에 임대로 합류했다.

### 슬로반 브라티슬라바
슈포라르는 60만 유로의 이적료로 2018년 1월 슬로바키아 수페르리가의 슬로반 브라티슬라바에 입단했다. 첫 시즌에 그는 2017-18년 슬로바키아컵에서 우승했다. 2018-19년 시즌에 슬로반은 리그 우승을 차지했고, 슈포라르는 슬로바키아 수페르리가의 한 시즌 득점 기록과 동등한 29골로 리그 득점왕에 올랐다.

### 스포르팅
2020년 1월 23일, 슈포라르는 600만 유로의 이적료에 5년 계약으로 스포르팅으로 이적하여 슬로바키아 수페르리가 역사상 가장 몸값이 비싼 선수가 되었다. 보너스로 총 이적료는 결국 700만 유로를 넘어설 수도 있다.

### 파나티나이코스
2022년 7월 27일, 슈포라르는 300만 유로 이상의 이적료에 수페르리가 엘라다의 파나티나이코스와 4년 계약을 체결했다.

## 국가대표팀 경력
2016년 11월, 슈포라르는 몰타와 폴란드와의 경기에서 슬로베니아 국가대표팀에 처음으로 차출되었다. 그는 전반전에 상대로 데뷔했는데, 후반전에 밀리보예 노바코비치와 교체되었다.
2023년 9월 7일, 슈포라르는 북아일랜드와의 경기에서 2골을 기록하며 슬로베니아 국가대표팀 역사상 10번째로 국제 경기 두 자릿수 득점을 달성한 선수가 되었다.
2024년 6월, 슈포라르는 슬로베니아 국가대표팀의 26인 선수단에 포함되었고, 그의 첫 번째 주요 국제 대회인 UEFA 유로 2024에 참가했다.